# Frisinnade klubben
Frisinnade klubben är en svensk liberal politisk diskussionsklubb grundad 1900, i samband med tiden för grundandet av Liberala samlingspartiet.
Bland klubbens ursprungliga medlemmar märks Verner von Heidenstam och Ivar Bendixson.